# لويس نيفيس
لويس نيفيس (بالإسبانية: Luis Nieves)‏ هو لاعب كرة قدم مكسيكي، ولد في 6 يونيو 1985 في تبيك في المكسيك. لعب مع نادي جامعة غوادالاخارا.

## وصلات خارجية
- لويس نيفيس على موقع قاعدة بيانات كرة القدم.إي يو (الإنجليزية)
- لويس نيفيس على موقع Soccerway.com (الإنجليزية)